# Наумбург (Зале)
Наумбург (нем. Naumburg, в.-луж. Namgard) — город в Германии, районный центр, расположен в земле Саксония-Анхальт.
Входит в состав района Бургенланд. Население составляет 34 294 человека (на 31 декабря 2010 года). Занимает площадь 76,04 км². Официальный код — 15 2 56 062.

## История
Мейсенская марка 1012–1029

 Наумбургско-цейцское епископство 1029–1565

 Курфюршество Саксония 1565–1657

 Герцогство Саксен-Цейц 1657–1718

 Польша-Саксония 1718–1763

 Курфюршество Саксония 1763–1806

 Королевство Саксония 1806–1815

 Королевство Пруссия 1815–1871

 Германская империя 1871–1918

 Веймарская республика 1918–1933

 Третий рейх 1933–1945

 Германская Демократическая Республика 1949–1990

 Федеративная Республика Германия от 1990
Город возник вокруг одноименной крепости, основанной около 1000 года майсенским маркграфом Эккехардом I. Он стал владением епископа.
В XII-XIII веках Наумбург стал крупным торговым центром, с 1278 года в нем проводилась ярмарка, которая до конца XV века была одной из крупнейших в Германии.
В 1564 году в результате секуляризации Наумбургско-цейцского епископства Наумбург стал владением курфюрстов Саксонии, а в 1657 году стал частью герцогства Саксония-Цайц.
С 1718 года Наумбург снова вошёл в состав курфюршества Саксонии.
По решению Венского конгресса в 1815 году он был передан Пруссии.
Во время Второй мировой войны город сильно пострадал от бомбардировок.

## Достопримечательности
- Собор Петра и Павла
- фрагменты средневековых укреплений с башней Мариентор
- бывший епископский замок Шёнбург (XII-XIII века)
- позднеготические церкви Санкт-Венцель (XV - начало XVI веков) и Санкт-Мориц (XVI век)
- ратуша (1517-1529 годы)
- позднеренессансный дворец курфюрста Морица
- церковь Отмарскирхе (1691-1699 годы)
- жилые дома XVI-XVIII веков.